# Bombus jonellus
Bombus jonellus  (лат.) — вид шмелей.

## Описание
Длина тела фертильной самки достигает 16 мм, а самцов и рабочих особей 12 мм. Средний размах крыльев фертильной самки 29 мм. Переднеспинка, заднеспинка (разделенные перевязью из чёрных волосков) и 1-й иногда и 2-й тергит брюшка самок (фертильных и стерильных) покрыты жёлтыми волосками (у самцов жёлтыми волосками покрыты 1-й и 2-й тергиты). 2-й и 3-й тергиты брюшка покрыты чёрными волосками, а остальные тергиты брюшка — белыми. Голова имеет чёрную окраску, кроме верхушки, покрытой жёлтыми волосками (у самцов волосков больше). Встречаются также чёрные формы самок, а также формы (иногда классифицируются как подвид), которые различаются по количеству жёлтого опушения и коричневыми волосками между белыми на брюшке. Среди них B. j. hebridensis (эндемик Гебридских островов), B. j. monapiae и B. j. vogtii.

## Ареал
Распространен в Европе и Северной Азии, а также Северной Америке. В Скандинавии и России границы Евразийской части ареала пересекают Северный полярный круг. В южной Европе, ареал тоже неоднороден, и ограничивается горами. Восточной границей Евразийской части ареала является Анадырский залив Берингова моря. Североамериканская часть ареала охватывает территорию Канады, на восток до Гудзонова залива и Аляску.
Локально распространён в зоне смешанных лесов. Лесной вид, встречающийся в светлых лиственных и смешанных лесах, на лесных полянах, верховых болотах.

## Биология
Является опылителем клевера, лядвенца рогатого, брусники обыкновенной, некоторых представителей трибы Cardueae и многих других растений.
Гнезда надземные либо подземные, в последних насчитывается от 50 до 120 рабочих особей. Дает одно или два поколения в год.